# Bobby Julich
Robert William „Bobby” Julich (ur. 18 listopada 1971 w Corpus Christi, Teksas) – amerykański kolarz szosowy, wicemistrz olimpijski.

## Kariera
Julich dorastał jako syn triathlonisty w Kolorado. Ponieważ jednak ani pływanie ani bieganie nie były jego mocnymi stronami, a podziwiał za to Grega LeMonda na Tour de France, postanowił zostać kolarzem. Już jako junior odnosił wiele sukcesów i jako pierwszy Amerykanin wygrał wyścig Trofeo Karlsberg. Julich jest zawodowcem od roku 1992, a swoją karierę rozpoczął w drużynie Spago. Rozwijał się jako bardzo dobry czasowiec i „góral”. W roku 1996 zwrócił na siebie uwagę wysokim, 9. miejscem na Vuelta a España. Dwa lata później był trzeci w klasyfikacji generalnej Tour de France. W kolejnych czterech latach, będąc w drużynach Crédit Agricole i Team Telekom nie potrafił nawiązać do dawnych sukcesów – nie wygrał w tym czasie żadnego wyścigu. Kiedy w 2004 roku przeszedł do Team CSC Bjarne Riisa, nastąpiła jego przemiana. W tym samym roku wystąpił na igrzyskach olimpijskich w Atenach, zajmując trzecie miejsce w jeździe na czas, za swym rodakiem Tylerem Hamiltonem i Rosjaninem Wiaczesławem Jekimowem. W 2012 roku potwierdzono, że Hamilton stosował doping i odebrano mu medal. Dzięki temu Julich awansował o jedno miejsce. Rok później wygrał wyścig Paryż-Nicea.

## Ważniejsze sukcesy
- 1997 - Tour de l’Ain
- 1998, 2005 - Criterium International
- 1998 - 3. miejsce Tour de France
- 2004 - srebrny medal w jeździe indywidualnej na czas (Olimpiada w Atenach)
- 2005 - Paryż-Nicea, Tour of Benelux